# Кушнір Дмитро Анатолійович
Дмитро́ Анато́лійович Кушні́р (18 травня 1970, м. Дніпро, Дніпропетровська область, Українська РСР — 17 березня 2017, с. Кримське, Новоайдарський район, Луганська область, Україна) — солдат Збройних сил України, учасник російсько-української війни. Позивний «Лис».

## Біографія
Народився 1970 року в місті Дніпро (на той час — Дніпропетровськ).
Під час російської збройної агресії проти України на початку 2015 року був призваний в ході четвертої хвилі часткової мобілізації. Виконував завдання біля селища Піски в районі Донецька. У січні 2017 року повернувся на військову службу до своєї бригади вже за контрактом.
Солдат, старший навідник гранатометного взводу 93-ї окремої механізованої бригади, в/ч А1302, смт Черкаське, Дніпропетровська область. Працював з АГС-17 «Полум'я», також був механіком, чудово розбирався в машинах та техніці.
Загинув 17 березня 2017 року внаслідок підриву на саморобному вибуховому пристрої з «розтяжкою» поблизу села Кримське на Луганщині, під час перевірки території уздовж берега річки Сіверський Донець. Від вибуху дістав численні осколкові поранення голови, кінцівок та тулуба, що несумісні з життям.
Похований на Краснопільському цвинтарі м. Дніпро.
Залишились дружина, донька.

## Нагороди
- Указом Президента України № 12/2018 від 22 січня 2018 року, за особисту мужність і самовіддані дії, виявлені у захисті державного суверенітету та територіальної цілісності України, зразкове виконання військового обов'язку, нагороджений орденом «За мужність» III ступеня (посмертно)[4].